# Mặt nạ

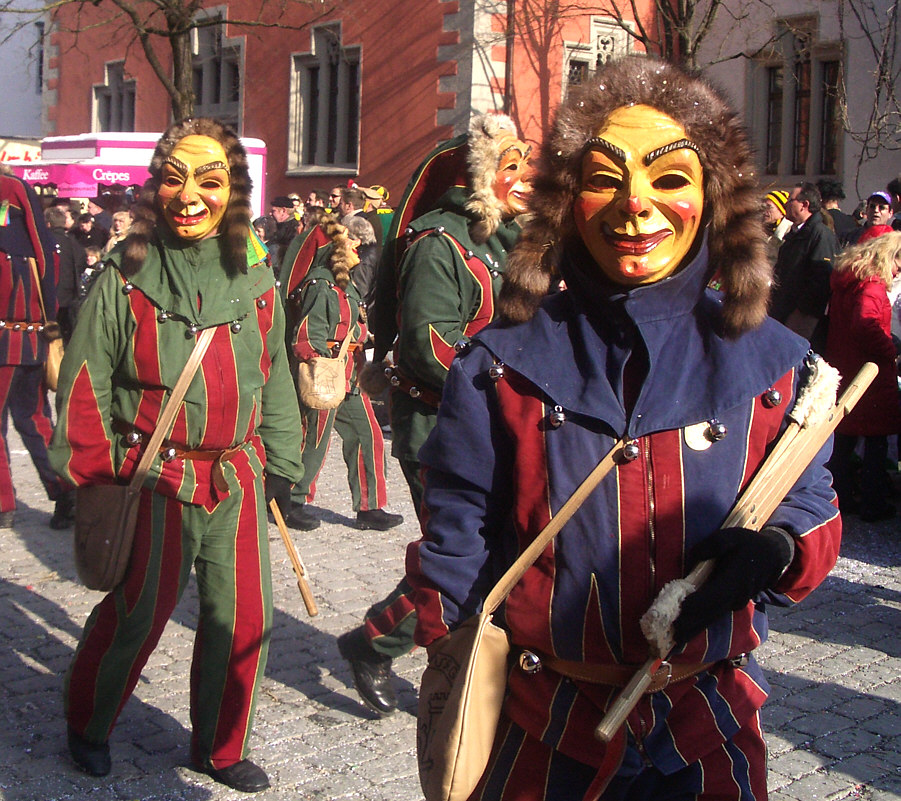
Mặt nạ Papierkrattler tại diễu hành Lễ hội Carnival Narrensprung năm 2005, Ravensburg, Đức

Mặt nạ là một vật thể thường được phủ hay đeo lên mặt người dùng để hóa trang hay ngụy trang trong các hoạt động tế lễ, trình diễn, giải trí, hay trong hoạt động nhạy cảm mà người ta muốn dấu mặt thật. Sau này những phương tiện bảo vệ khuôn mặt tránh các chấn thương khi phải làm việc ở vùng có nguy hiểm hoặc trong chiến tranh cũng được gọi là mặt nạ.
Mặt nạ trong các tiếng ở châu Âu (tiếng Anh: Mask, tiếng Đức: Maske, tiếng Pháp: Masque) có nguồn gốc từ tiếng Ả Rập maskharat có nghĩa là "trêu chọc", "nói đùa".

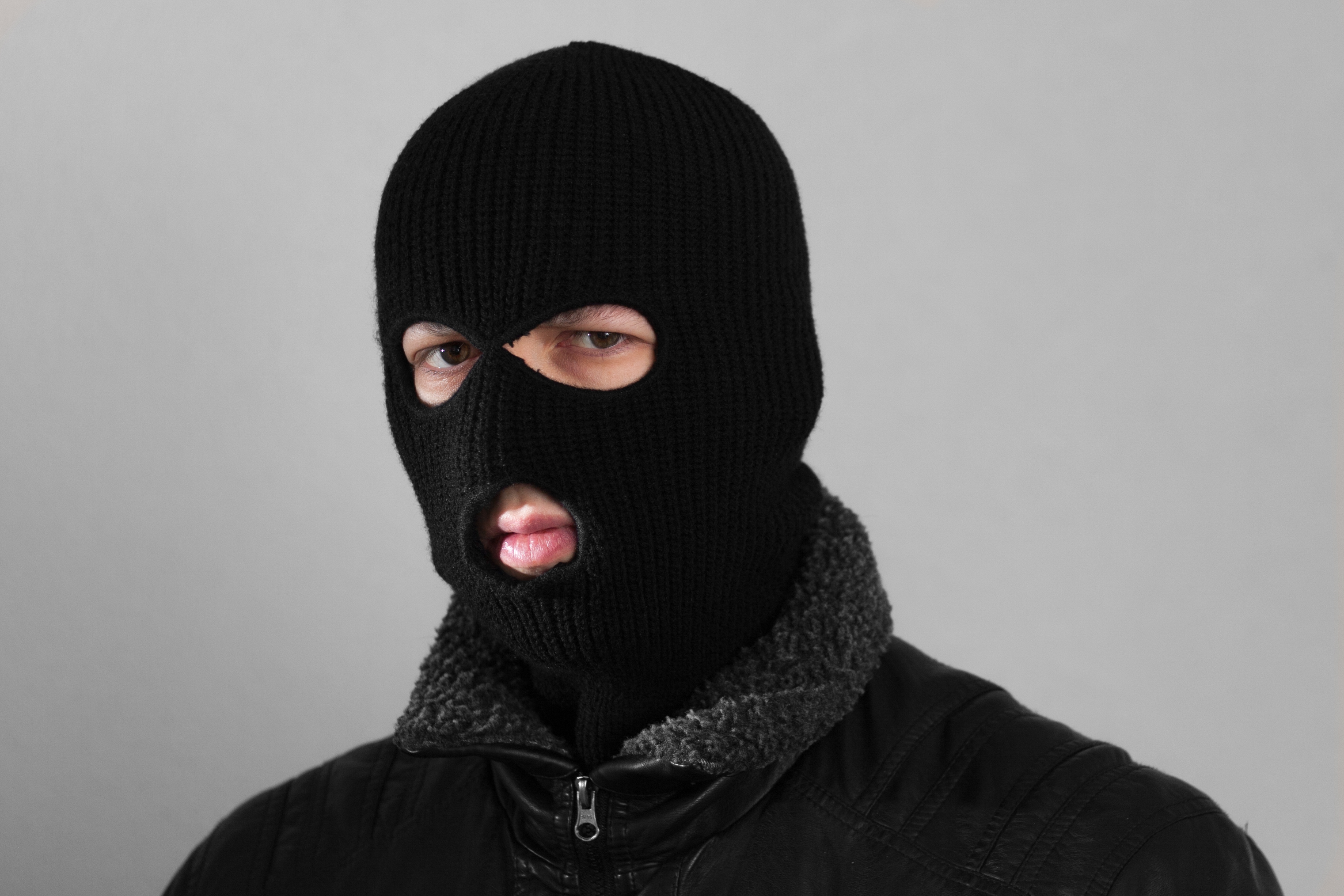
Mặt nạ ba lỗ để che mặt thật trong các hoạt động nhạy cảm

## Lịch sử
Vào thời cổ đại mặt nạ được dùng cho các mục đích lễ nghi hoặc thực hành hoặc giải trí.

## Các dạng mặt nạ

### Lễ và hội
Việc dùng mặt nạ trong các nghi lễ hay buổi tưởng niệm là thói quen rất cổ xưa của con người
Trong các lễ hội như Trung thu tại Việt Nam, hay các lễ hội trên thế giới như Carneval (hội giả trang), Halloween,... đều dùng đến mặt nạ để trang trí và biểu diễn.
Một số mặt nạ nghi lễ hay trang trí không được làm để đeo lên khuôn mặt. Mặc dù việc dùng mặt nạ trong các tôn giáo đã ít phổ biến, đôi khi chúng vẫn được dùng trong các bộ phim trị liệu hay phép chữa bằng tâm lý.

### Bảo vệ mặt
Mặt nạ bảo vệ mặt thường làm bằng sắt thép đủ cứng để bảo vệ mặt trong cuộc cận chiến thời cổ. Ngày nay một số môn thể thao có va chạm cao như khúc côn cầu, đấu kiếm,... sử dụng mặt nạ tích hợp với mũ bảo vệ đầu.

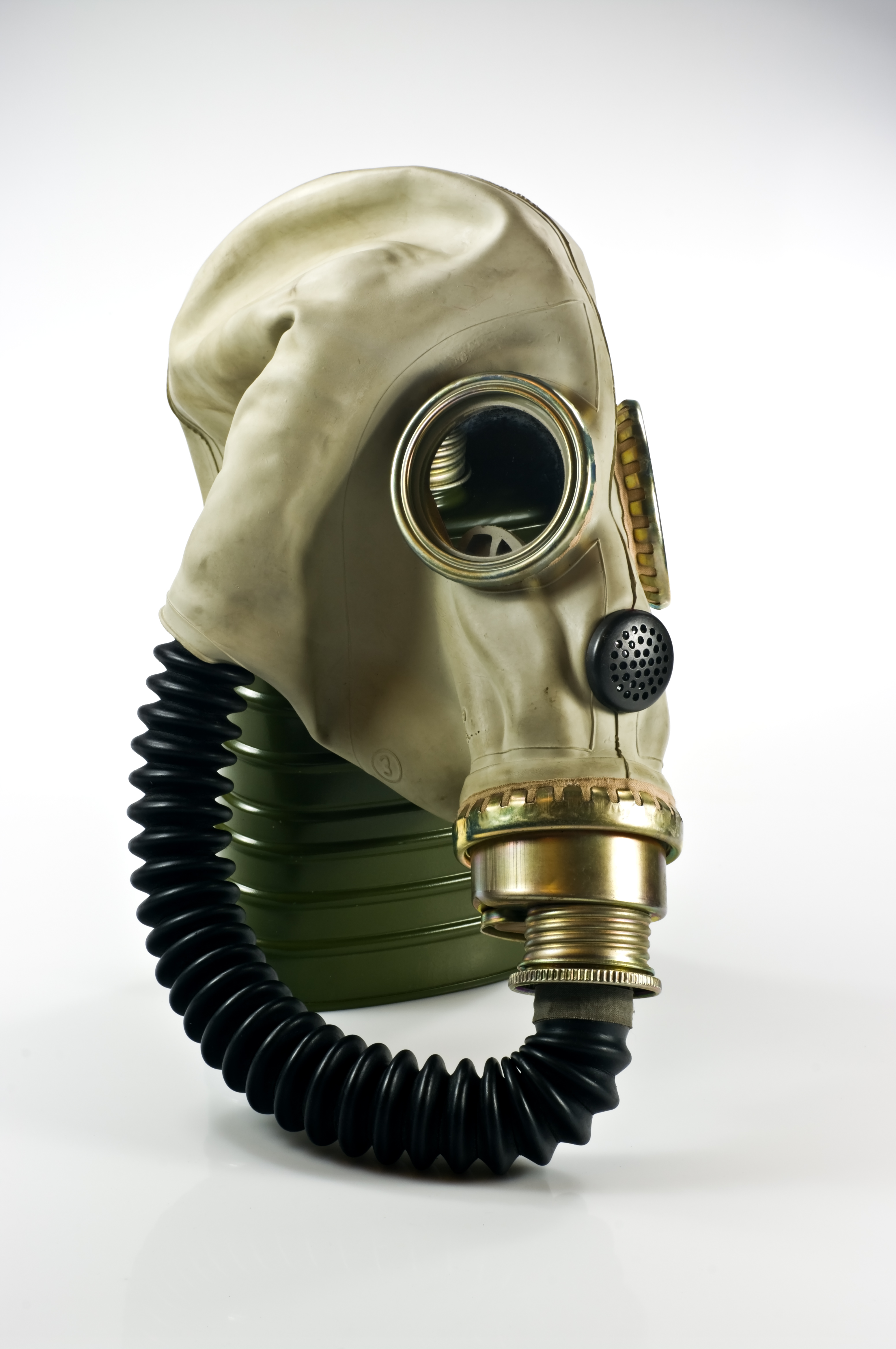
Mặt nạ chống hơi độc MUA của Ba Lan thời kỳ 1970-1980.

### Mặt nạ chống hơi độc
Mặt nạ chống hơi độc là quân trang ra đời khi chiến tranh hóa học xuất hiện. Đó là hệ thống các hợp phần che mặt và lọc khí độc, đôi khi là cấp khí thở từ bình khí nén, trang bị cho các chiến binh.
Hiện nay việc sử dụng chất độc vào chiến tranh đã bị cấm, nhưng các Mặt nạ chống hơi độc thì vẫn còn sử dụng. 
- Quân đội vẫn có trang bị phòng độc, nhằm thích nghi với tình huống vùng chiến sự có nhiễm độc truyền thống (ví dụ đối phương vẫn sử dụng chất độc) hay phi truyền thống do tác chiến gây ra.
- Phục vụ cho người, chủ yếu là lực lượng cứu hỏa, làm việc ở các vùng có sinh ra khí độc từ các vụ cháy nổ hay tai nạn liên quan tới hóa chất[5].
- Cảnh sát thì dùng đến Mặt nạ chống hơi độc khi thực thi ném lựu đạn hoặc phun hơi cay để xử lý đám đông bạo lực.[6]

### Mặt nạ trị bệnh
Mặt nạ trị bệnh là tên gọi sản phẩm của việc dùng các dạng vật liệu chứa thuốc để đắp lên vùng mặt với mục đích chữa bệnh hay chăm sóc, cải thiện tình trạng da và lớp dưới da mặt.

### Công dụng khác
Con người đang lấn lãnh thổ của thú hoang dã, làm thu hẹp môi trường sống của chúng và dẫn đến xung đột thú dữ với người. Để giảm bớt sự tấn công của các loài như hổ Bengal, cư dân ở vùng rừng Sundarbans khi vào rừng đã đeo mặt nạ vào sau đầu để đánh lừa. Mặt nạ có màu và dạng giống với mặt người thật.

## Nghĩa bóng
Mặt nạ theo nghĩa bóng dùng để chỉ về sự giả dối trong hành xử của những cá nhân hay nhóm có mức độ "nổi tiếng" nhất định, trong quan hệ với cộng đồng khác. Nó ít dùng trong quan hệ dân sự bình thường, vì nhu cầu bóng bẩy không cao. Trong tâm lý chiều sau thì đây chính là nguyên mẫu Mặt nạ xã hội (Persona) khi một người cố thể hiện hình ảnh khác của mình ra xã hội và cố che đậy cái Mặt tối nội tâm (Bóng tối tâm thức) của mình. Việc dùng đến thuật ngữ "mặt nạ" gần như gắn liền với việc đã xác định rõ bộ mặt thật phía sau mặt nạ, và thường diễn đạt bẳng mô tả "mặt nạ rơi", nặng hơn thì là "lột mặt nạ".